# Klappermühle (Mitteleschenbach)
Klappermühle (fränkisch: Glawamühl) ist ein Wohnplatz der Gemeinde Mitteleschenbach im Landkreis Ansbach (Mittelfranken, Bayern). Seit 1885 zählt der Ort zum Gemeindeteil Mitteleschenbach.

## Geografie
Die Einöde ist als Haus Nr. 1 und 2 des Klappermühlweges aufgegangen. Sie liegt am Altbach, der ein rechter Zufluss des Erlbachs ist. 0,25 km nordöstlich liegt der Haselmühlweiher, unmittelbar südöstlich das Drudenbrünnlein.

## Geschichte
Der Ort wurde als „Swad(er)můl“ im Eichstätter Salbuch, das um 1300 entstanden ist, erstmals urkundlich erwähnt. Das Bestimmungswort ist das mittelhochdeutsche Wort „swateren“ (= rauschen, klappern). Der Ort gehörte von Anfang an zum eichstättischen Amt Wernfels.
1732 wurde sie in den Vetter’schen Oberamtsbeschreibungen als „Klappermühl“ erwähnt, die den Herren von Lentersheim unterstand, ehemals zum Kastenamt Gunzenhausen gehört haben soll.
Gegen Ende des 18. Jahrhunderts gehörte die Klappermühle zur Realgemeinde Mitteleschenbach. Es hatte das Rittergut Altenmuhr der Herren von Lentersheim als Grundherrn. Unter der preußischen Verwaltung (1792–1806) des Fürstentums Ansbach erhielt die Klappermühle bei der Vergabe der Hausnummern die Nr. 90 und 91 des Ortes Mitteleschenbach. Von 1797 bis 1808 unterstand der Ort dem Justiz- und Kammeramt Windsbach.
Im Rahmen des Gemeindeedikts Klappermühle dem 1808 gebildeten Steuerdistrikt Mitteleschenbach und der 1810 gegründeten Ruralgemeinde Mitteleschenbach zugeordnet.

## Einwohnerentwicklung
| Jahr      | 001836 | 001840 | 001861 | 001871 | 001885 |
| Einwohner | 6      | 9      | 7      | 7      | 13     |
| Häuser    | 1      | 2      |        |        | 2      |
| Quelle    | [ 11 ] | [ 12 ] | [ 13 ] | [ 14 ] | [ 15 ] |

## Religion
Der Ort ist römisch-katholisch geprägt und bis heute nach St. Nikolaus (Mitteleschenbach) gepfarrt. Die Einwohner evangelisch-lutherischer Konfession sind nach St. Margareta (Windsbach) gepfarrt.